# Héctor Ingunza
Héctor José Ingunza fue un futbolista argentino que se desarrolló en la posición de delantero, es reconocido por ser el máximo goleador de Argentinos Juniors con 142 goles en 167 partidos.

## Trayectoria
Conocido como el 'Mono' Ingunza había debutado en la Primera de Lanús en 1939. Tras tres temporadas en el club del sur del Gran Buenos Aires recaló en Club Atlético San Lorenzo de Almagro en 1942. No tuvo demasiado éxito en el Ciclón, donde jugó un solo partido y convirtió un gol. Al año siguiente llegó a Argentinos, en el Bicho completó cuatro temporadas consecutivas, entre 1943 y 1946. Comenzó el torneo de 1947, pero rápidamente fue transferido a Tigre, aunque se dio el lujo de marcar 5 goles en 7 partidos ese año. En 1950 pasó a Atlanta, donde se mantuvo hasta 1953. Al año siguiente volvió a Argentinos, pero ya no era el mismo. A pesar de todo, jugó otros 9 encuentros y marcó 3 goles.
Después de 15 años de exitosa carrera, dejó de jugar en julio de 1954. Todavía hoy sigue manteniéndose entre los destacados artilleros de la segunda categoría del fútbol argentino, pero con una cuenta que le quedó pendiente, nunca pudo ser el máximo goleador de un torneo.

## Clubes
| Club               | País      | Año         | Partidos | Goles |
| ------------------ | --------- | ----------- | -------- | ----- |
| Lanús              | Argentina | 1939 - 1941 | 20       | 20    |
| San Lorenzo        | Argentina | 1942        | 1        | 1     |
| Argentinos Juniors | Argentina | 1943 - 1946 | 158      | 139   |
| Tigre              | Argentina | 1947 - 1949 | 33       | 17    |
| Atlanta            | Argentina | 1950 - 1953 | 85       | 28    |
| Argentinos Juniors | Argentina | 1954        | 9        | 3     |